# Postawna
Postawna – szczyt w Sudetach Wschodnich zaliczany według różnych podziałów do Gór Złotych lub Bialskich; jeden z najwyższych wierzchołków w tym rejonie i z tego powodu niekiedy traktowany jako najwyższy szczyt Gór Bialskich, co nie jest ścisłe; wys. 1116,8 m n.p.m. Wierzchołek położony w Polsce, w powiecie kłodzkim, przy granicy z Czechami (odległość od granicy wynosi około 200 m w prostej linii), na wododziale zlewni Bałtyku i Morza Czarnego. Nie prowadzi na niego żaden szlak turystyczny. Północny stok Postawnej jest obszarem źródliskowym rzeki Biała Lądecka.
Według regionalizacji fizycznogeograficznej Polski J. Kondrackiego znajduje się w Górach Złotych (332.61).
Postawna zaliczana jest do Korony Sudetów Polskich.